# Réserve naturelle nationale des marais de Müllembourg

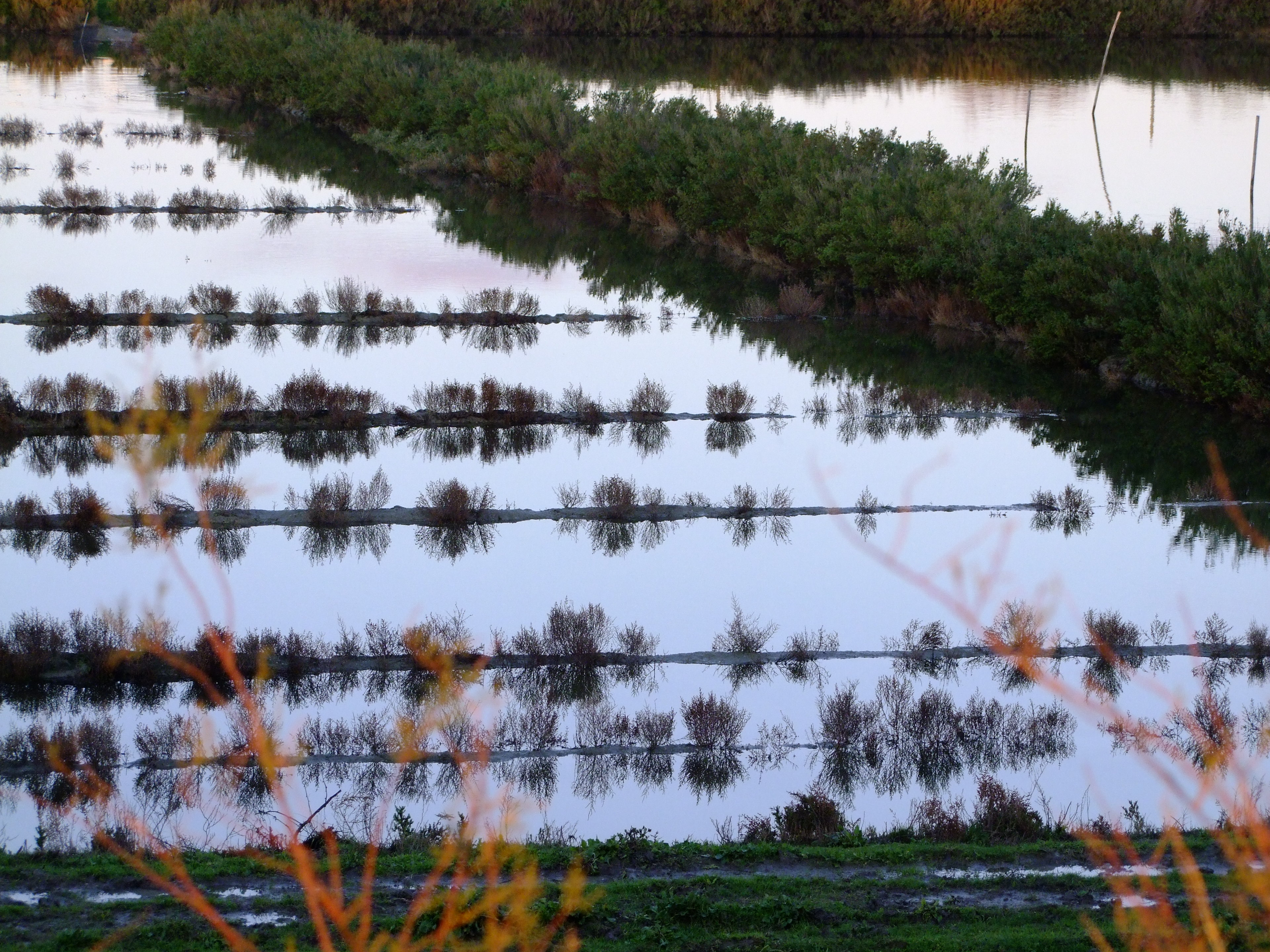
Les marais de Müllembourg. Décembre 2009.

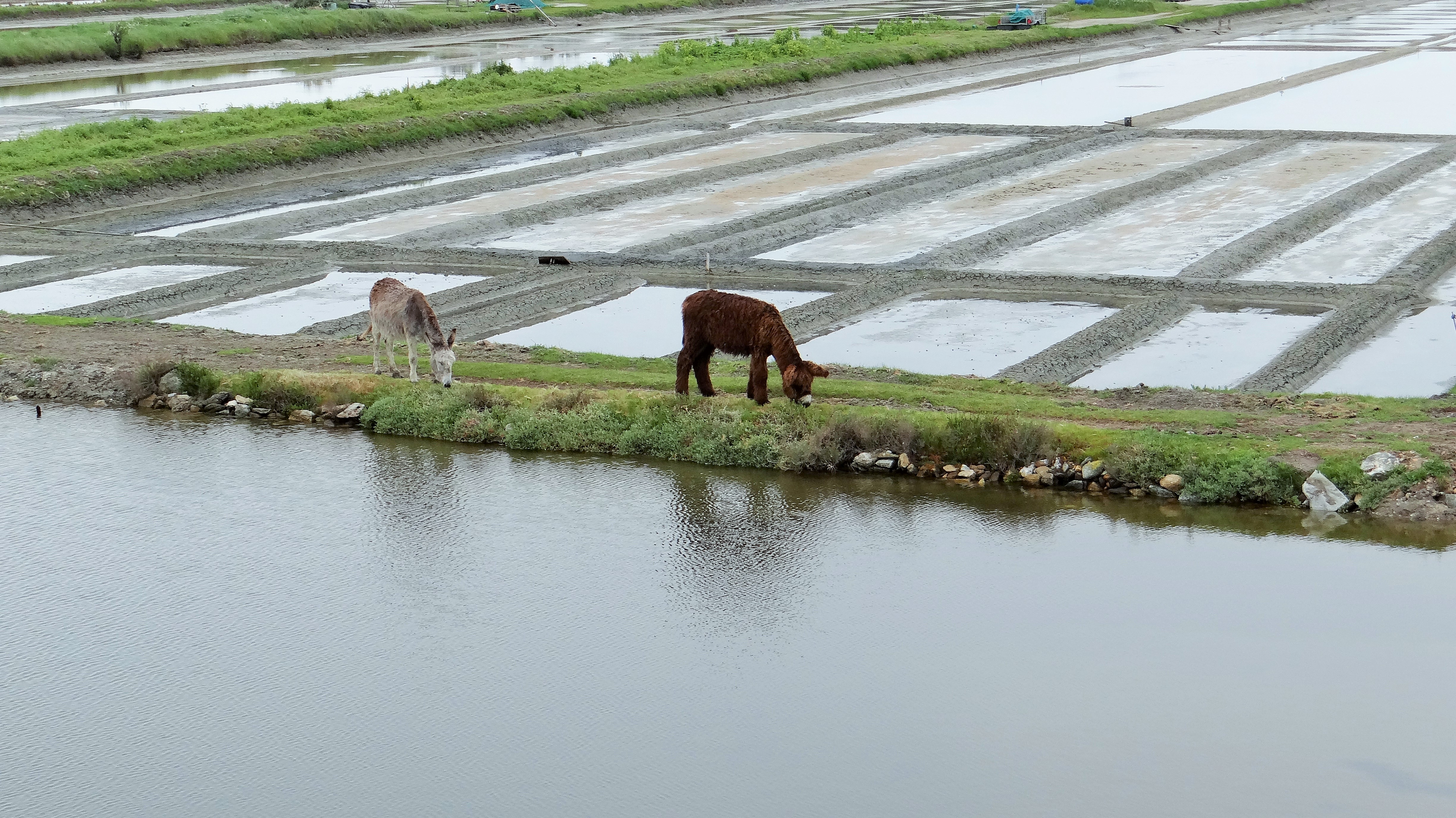
Marais salants de Müllembourg. Avril 2019

La réserve naturelle nationale des marais de Müllembourg (RNN121) est une réserve naturelle nationale située sur l'Île de Noirmoutier en Vendée. Classée en 1994 et occupant 48 hectares, elle protège un vaste ensemble de marais salants servant de refuge à l'avifaune.

## Localisation

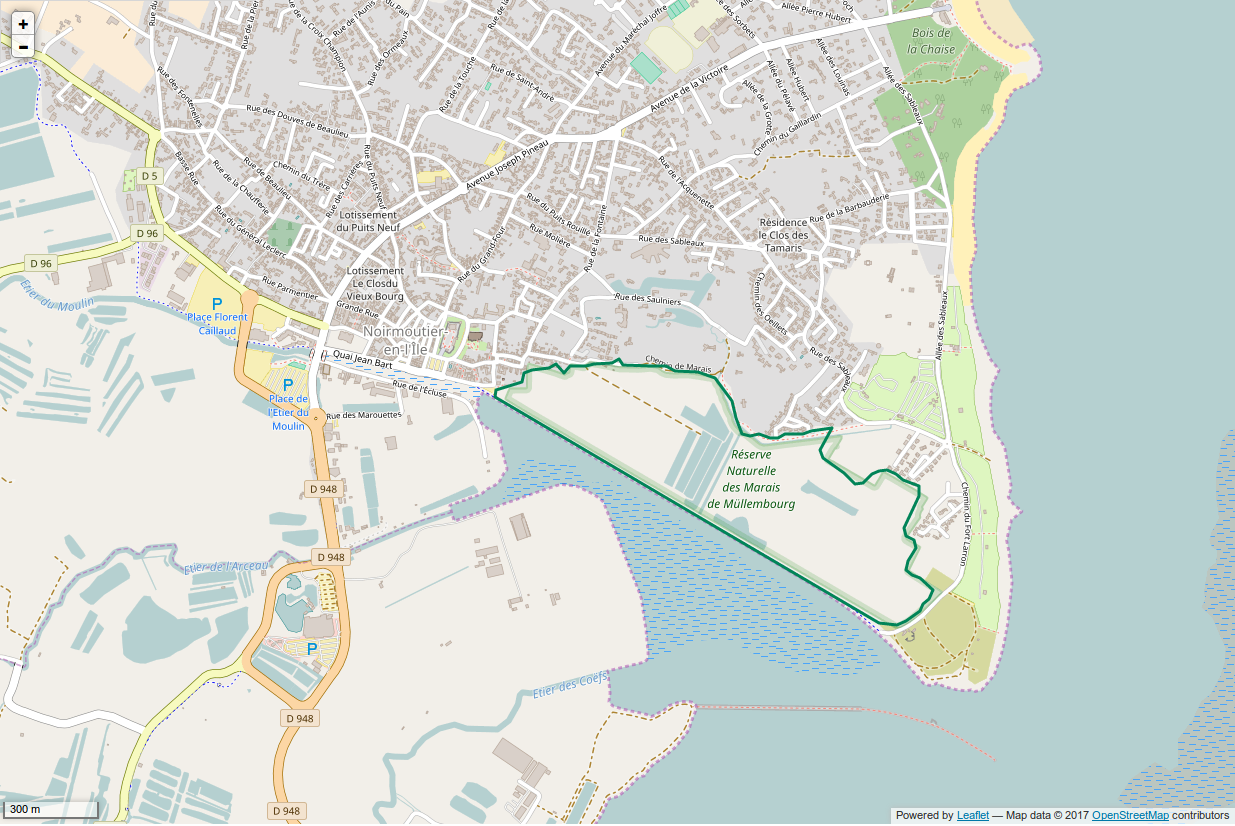
Périmètre de la réserve naturelle.

La réserve naturelle se situe au nord-ouest de l'Île de Noirmoutier en Vendée sur la commune de Noirmoutier-en-l'Île et en bordure de la Baie de Bourgneuf.

## Écologie (biodiversité, intérêt écopaysager…)

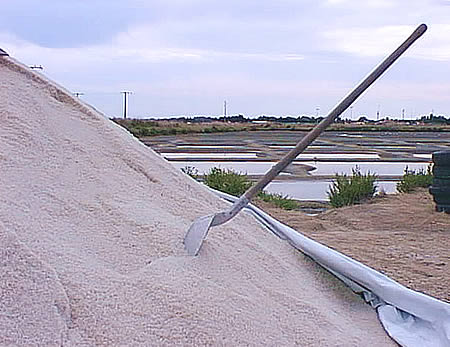
Marais salants

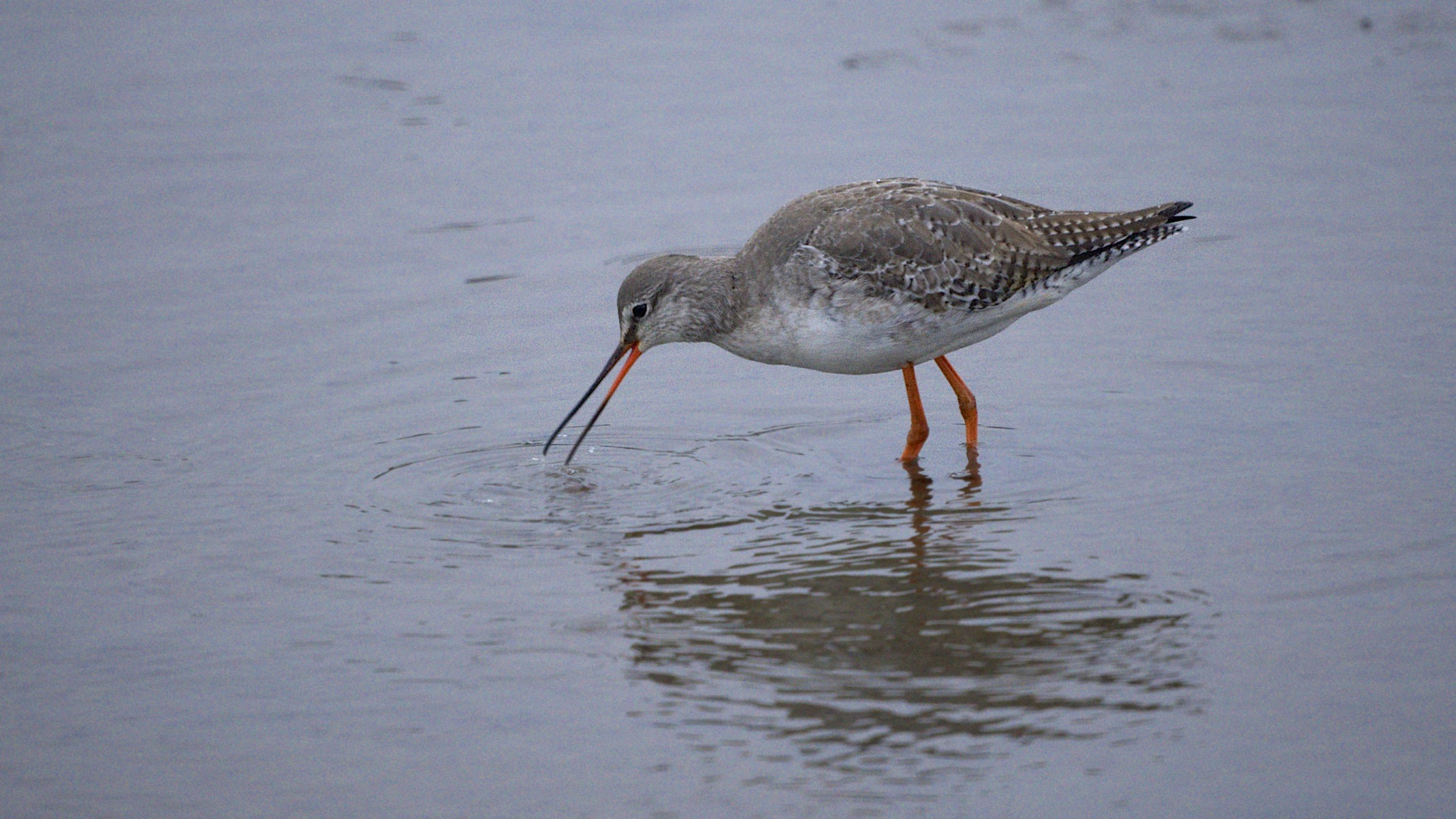
Chevalier gambette

### Faune
Plusieurs espèces d'oiseaux remarquables se reproduisent sur le site : Tadorne de Belon, Avocette élégante, Gravelot à collier interrompu, Sterne pierregarin...
Parmi les migrateurs, figure notamment le Chevalier gambette...

## Intérêt touristique et pédagogique
On peut observer les oiseaux à partir de la jetée Jacobsen. En période de nidification, on peut venir observer à tout moment de la journée, tandis qu'en automne et en hiver, les meilleures conditions sont réunies à marée haute…

## Administration, plan de gestion, règlement
La réserve naturelle est gérée par la Ligue pour la protection des oiseaux (LPO).

### Outils et statut juridique
La réserve naturelle a été créée par un décret du 30 août 1994.